# Patlıcanlı kebap
|  | Aquest article tracta sobre el kebab turc. Si cerqueu el estofat, vegeu «Patlıcan kebabı». |

Patlıcanlı kebap o patlıcan kebap és un plat de carn picada de la cuina turca. Es fa amb carn vermella picada i rostida a la graella sobre una broqueta juntament amb trossos d'albergínia ("patlıcan" en turc) sense pelar. Les closques de l'albergínia es treuen en el moment de consumir i la part carnosa es fa unes petits dürüms, utilitzant un pa pla turc com el yufka, juntament amb la carn, cebes crues i julivert.
Una guia de turisme sobre Turquia defineix el patlıcan kebap com el millor de les varietats de kebap a la cuina turca.